# EyeToy: Play
EyeToy: Play est un jeu vidéo de type party game développé par SCE London Studio et édité par Sony Computer Entertainment, sorti en 2003 sur PlayStation 2. Il utilise la caméra EyeToy.

## Système de jeu
EyeToy: Play est un jeu de type party game qui utilise la caméra EyeToy. À travers 12 mini-jeux différents, le joueur doit accomplir diverses tâches en effectuant des mouvements avec son corps. Ces mouvements sont captés par la caméra et influent sur le jeu.